# Romet Sprint 2
Romet Sprint 2 – rower szosowy produkowany w Polsce w latach 80. XX w. przez firmę Romet.
Prosty rower szosowy przeznaczony dla młodzieży. Spokrewniony większością osprzętu z pozostałymi rowerami tego producenta.

Rama ze stali niskowęglowej, przerzutka 5-biegowa Favorit (tylna). Obręcze 24", hamulce i kierownica stalowe.
Masa ok. 15 kg.

Produkowany był w wersji z kierownicą typu "baranek".